# Spike Video Game Awards 2012
Spike Video Game Awards 2012 (também chamado de The 2012 VGAs) foi a 10ª cerimônia de premiação anual do Spike Video Game Awards na qual homenageou os melhores jogos eletrônicos de 2012. Foi organizado pela criadora do evento, Spike TV, com a cerimônia sendo uma celebração do aniversário de dez anos do evento. The Walking Dead foi o título mais premiado, com cinco no total, incluindo o prêmio de Jogo do Ano. Pela primeira vez no evento tivemos a premiação de Melhor Jogo da Década, criada em parceria da Spike TV com a Entertainment Weekly. O jogo a receber tal prestígio foi Half-Life 2, de 2004.
O evento aconteceu em Culver City, na Califórnia, marcando a segunda vez que o VGAs ocorre no estado, dentro do Sony Pictures Studios. A cerimônia ocorreu em 7 de dezembro de 2012, sendo apresentada por Samuel L. Jackson, que voltou para ser host do evento pela quarta vez. Pela primeira vez, o VGAs também foi transmitido na Xbox Live, em parceria com a Microsoft. As respostas às perguntas das enquetes foram feitas em tempo real na tela para o público da Xbox Live e os usuários com dispositivos Xbox SmartGlass tiveram uma experiência única na segunda tela que foi atualizada em tempo real junto com o conteúdo do evento.

## Apresentação
Spike Video Game Awards 2012 foi realizado no Sony Pictures Studios na Califórnia em 7 de dezembro de 2012. O programa foi transmitido ao vivo para os assinantes da Spike TV, como sempre ocorreu desde a criação do evento em 2003, mas pela primeira vez, também foi feito uma transmissão adicional para os assinantes da Xbox Live no Xbox 360 e Windows Phone com Xbox SmartGlass. O show foi produzido por Austin Reading e Mark Burnett da Spike TV e por Geoff Keighley do GameTrailers TV.
Durante o Pré-show no tapete vermelho, os apresentadores Daniel Kayser e Amanda MacKay entrevistaram várias figuras importantes da indústria de videogames, incluindo Phil Spencer, chefe da Microsoft Studios, e Reggie Fils-Aime, presidente da Nintendo of America. Também foram comentados assuntos com Camilla Luddington, atriz de Lara Croft no futuro jogo Tomb Raider de 2013. Casey Hudson, criador de Mass Effect e diretor do Mass Effect 3, também falou sobre o futuro do estúdio BioWare e dos conteúdos para o jogo já lançado.
O evento foi apresentado por Samuel L. Jackson, que já havia sido o host e apresentador dos VGAs nos anos de 2005, 2006 e 2007. Ele também contou com a presença de hosts anteriores do evento, como Snoop Dogg, Zachary Levi, Neil Patrick Harris e Jack Black, no entanto, David Spade, o primeiro host do Spike Video Game Awards de 2003, não foi a cerimônia. A cerimônia também conteve apresentações musicais de Linkin Park, Tenacious D, Gustavo Santaolalla e Wolfgang Gartner.

### Anúncios de jogos
Como tradicionalmente, o Spike VGAs 2012 anunciou vários jogos novos, juntamente com atualizações dos já conhecidos, incluindo The Last of Us, Gears of War: Judgment, South Park: The Stick of Truth, Castlevania: Lords of Shadow 2, BioShock Infinite, Tomb Raider, além das revelações de DLC para títulos já lançados, como Assassin's Creed III: The Tyranny of King Washington e Halo 4: Spartan Ops.
Os anúncios de novos jogos foram:
- Dark Souls II[7]
- Metal Gear Solid V: The Phantom Pain[8]

## Vencedores e indicados
Os indicados foram anunciados em 25 de novembro de 2012. Qualquer jogo lançado entre janeiro de 2012 até 20 de novembro de 2012 era elegível para disputar os prêmios. Os candidatos foram compilados por painéis de júri de mais de 35 meios de comunicação de todo o mundo para os principais prêmios. Os usuários só podiam votar nas categorias principais ao vivo por meio da Spike TV ou Xbox Live, enquanto as categorias livres para todos os públicos foram apenas as de Jogo mais Antecipado e Personagem do Ano.
Houve bastante discussão a respeito da decisão de deixar Far Cry 3 de fora da premiação, por ter saído muito além do período, em 29 de novembro de 2012. O título da Ubisoft Montreal havia sido um dos mais bem recebidos do ano, e muitos o cotavam como favorito ao prêmio de Jogo do Ano, mas só pôde concorrer na cerimônia de 2013 devido ao seu lançamento tardio. Também houve controvérsias com o alto número de prêmios dados ao The Walking Dead, da Telltale Games, que conseguiu superar títulos como Halo 4, que havia sido o título com mais indicações do programa, e Dishonored, que havia sido o vencedor para Jogo do Ano na votação realizada pelo público em enquetes.

### Categorias
Títulos em negrito venceram nas respectivas categorias:
| Jogo do Ano | Estúdio do Ano |
| --- | --- |
| - The Walking Dead – Telltale Games - Assassin's Creed III – Ubisoft Montreal/Ubisoft - Dishonored – Arkane Studios/Bethesda Softworks - Journey – Thatgamecompany/SCE Santa Monica Studio/Sony Computer Entertainment - Mass Effect 3 – BioWare/Electronic Arts | - Telltale Games, por The Walking Dead - 343 Industries, por Halo 4 - Arkane Studios, por Dishonored - Gearbox Software, por Borderlands 2 |
| Melhor Jogo de Xbox 360 | Melhor Jogo de PS3 |
| - Halo 4 – 343 Industries/Microsoft Studios - Assassin's Creed III – Ubisoft Montreal/Ubisoft - Borderlands 2 – Gearbox Software/2K Games - Dishonored – Arkane Studios/Bethesda Softworks | - Journey – Thatgamecompany/SCE Santa Monica Studio/Sony Computer Entertainment - Assassin's Creed III – Ubisoft Montreal/Ubisoft - Borderlands 2 – Gearbox Software/2K Games - Dishonored – Arkane Studios/Bethesda Softworks                             |
| Melhor Jogo de Wii/WiiU | Melhor Jogo de PC |
| - New Super Mario Bros. U – Nintendo EAD/Nintendo - The Last Story – Mistwalker/AQ Interactive/Nintendo - Xenoblade Chronicles – Monolith Soft/Nintendo - ZombiU – Ubisoft Montpellier/Ubisoft | - XCOM: Enemy Unknown – Firaxis Games/2K Games - Diablo III – Blizzard Team 3/Blizzard Entertainment - Guild Wars 2 – ArenaNet/NCSoft - Torchlight II – Runic Games                                                                                        |
| Melhor Jogo Portátil/Mobile | Melhor Jogo de Tiro |
| - Sound Shapes – Queasy Games/SCE Santa Monica Studio/Sony Computer Entertainment - Gravity Rush – SCE Japan Studio/Sony Computer Entertainment - LittleBigPlanet PS Vita – Double Eleven/Tarsier Studios/Sony Computer Entertainment - New Super Mario Bros. 2 – Nintendo EAD/Nintendo | - Borderlands 2 – Gearbox Software/2K Games - Call of Duty: Black Ops II – Treyarch/Activision - Halo 4 – 343 Industries/Microsoft Studios - Max Payne 3 – Rockstar Vancouver/Rockstar Games                                                               |
| Melhor Jogo de Ação-aventura | Melhor RPG |
| - Dishonored – Arkane Studios/Bethesda Softworks - Assassin's Creed III – Ubisoft Montreal/Ubisoft - Darksiders II – Vigil Games/THQ - Sleeping Dogs – United Front Games/Square Enix Europe | - Mass Effect 3 – BioWare/Electronic Arts - Diablo III – Blizzard Team 3/Blizzard Entertainment - Torchlight II – Runic Games - Xenoblade Chronicles – Monolith Soft/Nintendo                                                                              |
| Melhor Jogo Multiplayer | Melhor Jogo de Esporte |
| - Borderlands 2 – Gearbox Software/2K Games - Call of Duty: Black Ops II – Treyarch/Activision - Guild Wars 2 – ArenaNet/NCSoft - Halo 4 – 343 Industries/Microsoft Studios | - SSX – EA Vancouver/Electronic Arts - Hot Shots Golf: World Invitational – Clap Hanz/Sony Computer Entertainment - Tiger Woods PGA Tour 13 – EA Tiburon/Electronic Arts - WWE '13 – Yuke's/THQ                                                            |
| Melhor Jogo de Corrida | Melhor Jogo de Luta |
| - Need for Speed: Most Wanted 2012 – Criterion Games/Electronic Arts - DiRT: Shodown – Codemasters - F1 2012 – Codemasters - Forza Horizon – Playground Games/Turn 10 Studios/Microsoft Studios | - Persona 4 Arena – Arc System Works/Atlus - Dead or Alive 5 – Team Ninja/Koei Tecmo - Street Fighter × Tekken – Capcom - Tekken Tag Tournament 2 – Bandai Namco Games                                                                                     |
| Melhor Jogo Independente | Melhor Jogo Adaptado |
| - Journey – Thatgamecompany/SCE Santa Monica Studio/Sony Computer Entertainment - Dust: An Elysian Tail – Humble Hearts/Microsoft Studios - Fez – Polytroon Corporation/Microsoft Studios - Mark of the Ninja – Klei Entertainment/Microsoft Studios | - The Walking Dead – Telltale Games - Epic Mickey 2: The Power of Two – Junction Point Studios/Disney Interactive Studios - Lego Batman 2: DC Super Heroes – TT Games/Warner Bros. Games - Transformers: Fall of Cybertron – High Moon Studios/Activision  |
| Melhor Música para Jogo | Melhor Trilha Sonora |
| - "Cities", por Beck para Sound Shapes - "Castle of Glass" por Linkin Park para Medal of Honor: Warfighter - "I Was Born for This" por Austin Wintory para Journey - "Tears" por Health para Max Payne 3 | - Journey – Thatgamecompany/SCE Santa Monica Studio/Sony Computer Entertainment - Call of Duty: Black Ops II – Treyarch/Activision - Halo 4 – 343 Industries/Microsoft Studios - Max Payne 3 – Rockstar Vancouver/Rockstar Games                           |
| Melhores Gráficos | Melhor Performance Masculina |
| - Halo 4 – 343 Industries/Microsoft Studios - Assassin's Creed III – Ubisoft Montreal/Ubisoft - Dishonored – Arkane Studios/Bethesda Softworks - Journey – Thatgamecompany/SCE Santa Monica Studio/Sony Computer Entertainment | - Dameon Clarke como Handsome Jack em Borderlands 2 - Dave Fennoy como Lee Everett em The Walking Dead - James McCaffrey como Max Payne em Max Payne 3 - Nolan North como Capitão Martin Walker em Spec Ops: The Line                                      |
| Melhor Performance Feminina | Melhor Jogo Digital |
| - Melissa Hutchison como Clementine em The Walking Dead - Emma Stone como Amanda Cartwright em Sleeping Dogs - Jen Taylor como Cortana em Halo 4 - Jennifer Hale como Comandante Shepard em Mass Effect 3 | - The Walking Dead – Telltale Games - Fez – Polytroon Corporation/Microsoft Studios - Journey – Thatgamecompany/SCE Santa Monica Studio/Sony Computer Entertainment - Sound Shapes – Queasy Games/SCE Santa Monica Studio/Sony Computer Entertainment      |
| Melhor Jogo Social | Melhor DLC |
| - You Don't Know Jack – Jackbox Games - Draw Something - OMGPop - Marvel: Avengers Alliance – Offbeat Creations/Playdom/Disney Interactive Studios - SimCity Social – Maxis/Playfish/Electronic Arts | - The Elder Scrolls V: Skyrim – Dawnguard – Bethesda Game Studios/Bethesda Softworks - Mass Effect 3: Leviathan – BioWare/Electronic Arts - Borderlands 2: Mechromancer Pack – Gearbox Software/2K Games - Portal 2 – Perpetual Testing Initiative – Valve |
| Jogo Mais Aguardado | Personagem do Ano |
| - Grand Theft Auto V – Rockstar North/Rockstar Games - BioShock Infinite – Irrational Games/2K Games - South Park: The Stick of Truth – Obsidian Entertainment/Ubisoft - The Last of Us – Naughty Dog/Sony Computer Entertainment - Tomb Raider – Crystal Dynamics/Square Enix Europe | - Claptrap, Borderlands 2 - Connor, Assassin's Creed III - Comandante Shepard, Mass Effect 3 - Master Chief, Halo 4 - Raul Menendez, Call of Duty: Black Ops II                                                                                            |
| Melhor Jogo da Década | |
| - Half-Life 2 – Valve/Sierra Entertainment - Batman: Arkham City – Rocksteady Studios/Warner Bros. Games - BioShock – Irrational Games/2K Games - Mass Effect 2 – BioWare/Microsoft Studios/Electronic Arts - Portal – Valve/Electronic Arts - Red Dead Redemption – Rockstar San Diego/Rockstar Games - Shadow of the Colossus – SCE Japan Studio/Sony Computer Entertainment - The Legend of Zelda: The Wind Waker – Nintendo EAD/Nintendo - Wii Sports – Nintendo EAD/Nintendo - World of Warcraft – Blizzard Team 2/Blizzard Entertainment | |

## Jogos com múltiplas indicações e prêmios
| Indicações                 | Jogo |
| -------------------------- | ---- |
| 8                          |      |
| Halo 4                     |      |
| 7                          |      |
| Borderlands 2              |      |
| Journey                    |      |
| 6                          |      |
| Assassin's Creed III       |      |
| Dishonored                 |      |
| The Walking Dead           |      |
| 4                          |      |
| Call of Duty: Black Ops II |      |
| Mass Effect 3              |      |
| Max Payne 3                |      |
| 3                          |      |
| Sound Shapes               |      |
| 2                          |      |
| Diablo III                 |      |
| Fez                        |      |
| Guild Wars 2               |      |
| Sleeping Dogs              |      |
| Torchlight II              |      |
| Xenoblade Chronicles       |      |

| Prêmios | Jogo             |
| ------- | ---------------- |
| 5       | The Walking Dead |
| 4       | Borderlands 2    |
| 3       | Journey          |
| 2       | Halo 4           |